# جرج واترستون

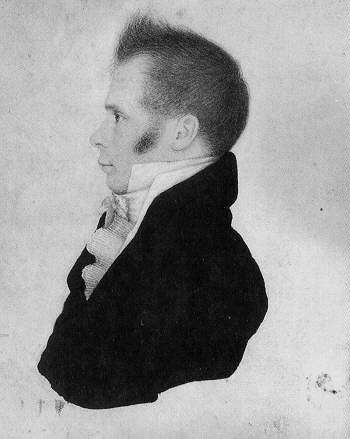
جرج واترستون

جرج واترستون (به انگلیسی: George Watterston) (تولد: ۲۳ اکتبر ۱۷۸۳–۴ فوریه ۱۸۵۴) سومین کتابدار کتابخانه ملی کنگره آمریکا بود. وی از سال ۱۸۱۵ تا ۱۸۲۹ عهده‌دار این سمت بود.